# Santuário de Aránzazu

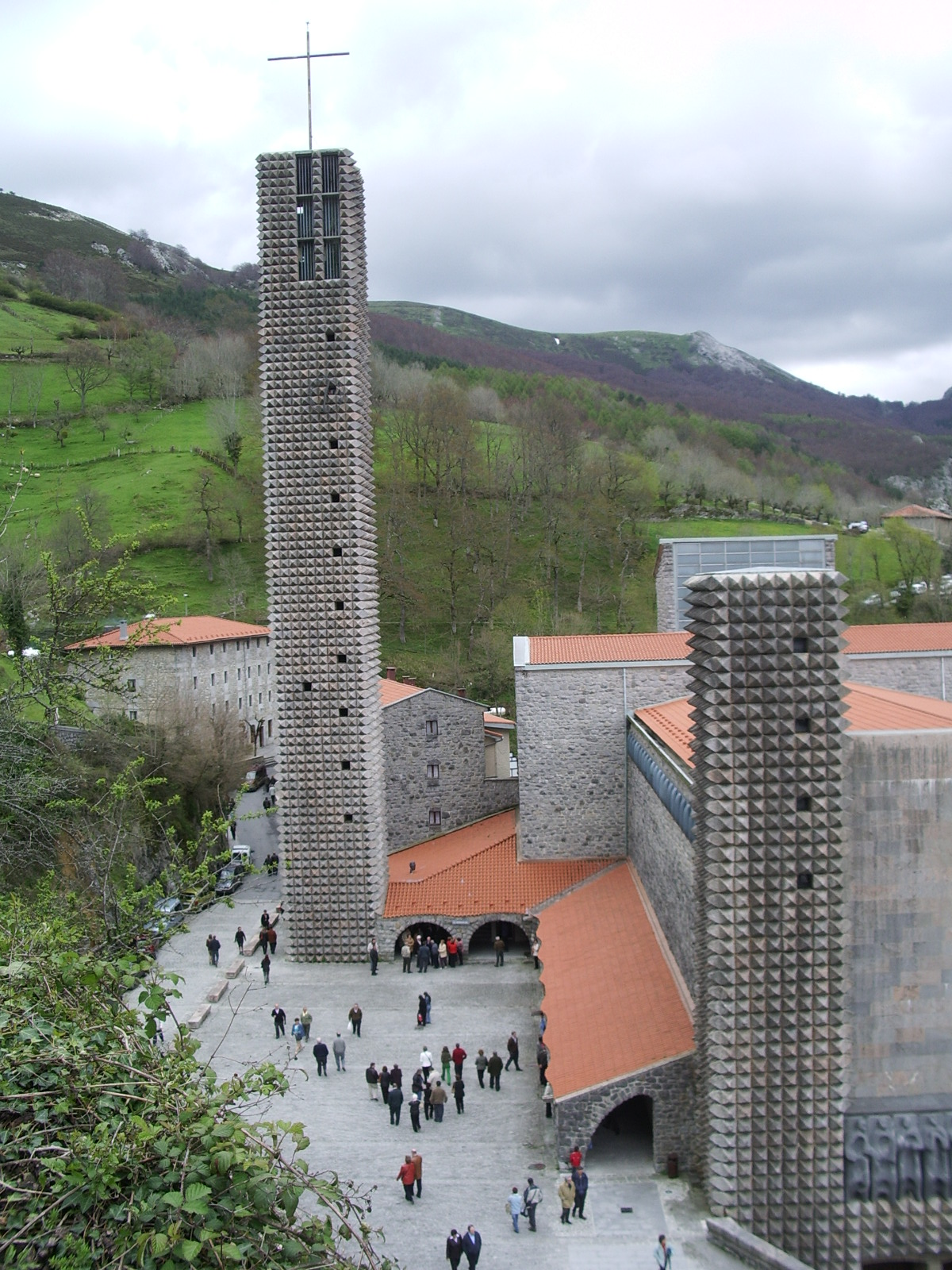
Santuário de Aránzazu

O Santuário de Nossa Senhora de Aránzazu é um santuário mariano situado no município de Oñati, em Guipúzcoa, País Basco (Espanha), onde se venera a Virgem de Aránzazu, padroeira desta província.
Situa-se a 750 metros de altitude, rodeado por montanhas e vegetação. A Virgem venerada apareceu em 1496. Desde 1514 está servido pela Ordem dos Franciscanos. Sua basílica, construída na década de 1950, é uma obra arquitetônica, escultural e artística de grande relevância, onde trabalharam eminentes artistas de renome internacional.